# Vomerogobius flavus
Vomerogobius flavus – gatunek morskiej ryby z rodziny. Jedyny przedstawiciel rodzaju Vomerogobius. 

## Występowanie
Zachodni Atlantyk (Bahamy), Morze Karaibskie